# Formació de Barun Goyot
La formació de Barun Goyot data del Cretaci tardà està àmpliament representat a la conca del Desert de Gobi a Mongòlia (província d'Ömnögovi).
Fa uns 10 cm de gruix i va ser dipositada fa uns 80-71 milions d'anys no se sap del cert si es pot classificar com del subperíode Campanià o Maastrichtià, encara que el segon és el més probable. La formació Barun Goyot la preserva un ambient de dunes de sorra creades per l'erosió dels vents.

## Paleofauna vertebrada

### Saurisquis
| Saurisquis de la formació Barun Goyot | Saurisquis de la formació Barun Goyot | Saurisquis de la formació Barun Goyot | Saurisquis de la formació Barun Goyot | Saurisquis de la formació Barun Goyot                             | Saurisquis de la formació Barun Goyot | Saurisquis de la formació Barun Goyot |
| Gènere                                | Espècie                               | Localitat                             | Material                              | Notes                                                             | Images                                |                                       |
| ------------------------------------- | ------------------------------------- | ------------------------------------- | ------------------------------------- | ----------------------------------------------------------------- | ------------------------------------- | ------------------------------------- |
| Avimimus                              | Indeterminat                          | - Khulsan                             |                                       | Un avimimid similar a Avimimus portentosus de la Formació Nemegt. |                                       |                                       |
| Ceratonykus                           | C. oculatus                           |                                       |                                       | Un alvarezsauridae                                                |                                       |                                       |
| Conchoraptor                          | C. gracilis                           | - Hermin Tsav                         |                                       | Un oviraptoridae                                                  |                                       |                                       |
| Gobipteryx                            | G. minuta                             |                                       | "Cranis embriònics i esquelets."      | Un enantiorni                                                     |                                       |                                       |
| Hollanda                              | H. luceria                            |                                       |                                       | Un ornithuromorf                                                  |                                       |                                       |
| Hulsanpes                             | H. perlei                             |                                       | "Part del peu."                       | Un maniraptora de classificació incerta                           |                                       |                                       |
| "Ingenia"                             | "I." yanshini                         | - Hermin Tsav                         |                                       | Un oviraptorid                                                    |                                       |                                       |
| ?Mononykus                            | Indeterminat                          | - Khulsan                             |                                       | Un alvarezsaurid.                                                 |                                       |                                       |
| Oviraptorinae indet.                  | Indeterminat                          | - Khulsan                             |                                       | Un oviraptorid.                                                   |                                       |                                       |
| Parvicursor                           | P. remotus                            | - Khulsan                             | "Esquelet parcial del postcrani."     | Un alvarezsauridae                                                |                                       |                                       |
| Sauropoda indet.                      | Indeterminat                          | - Khulsan                             |                                       | Un sauròpode.                                                     |                                       |                                       |
| Velociraptorinae indet.               | Indeterminat                          | - Hermin Tsav - Khulsan               |                                       | Un dromaeosauridae.                                               |                                       |                                       |

### Llangardaixos
| Llangardaixos de la formació Barun Goyot | Llangardaixos de la formació Barun Goyot | Llangardaixos de la formació Barun Goyot | Llangardaixos de la formació Barun Goyot | Llangardaixos de la formació Barun Goyot | Llangardaixos de la formació Barun Goyot | Llangardaixos de la formació Barun Goyot |
| Gènere                                   | Espècie                                  | Localitat                                | Posició estratigràfica                   | Abundància                               | Notes                                    | Imatges                                  |
| ---------------------------------------- | ---------------------------------------- | ---------------------------------------- | ---------------------------------------- | ---------------------------------------- | ---------------------------------------- | ---------------------------------------- |
| Estesia                                  | Estesia mongoliensis                     |                                          |                                          |                                          | Un anguimorf.                            |                                          |
| Ovoo                                     | Ovoo gurvel                              |                                          |                                          |                                          | Un monitor.                              |                                          |
| Proplatynotia                            | Proplatynotia longirostrata              |                                          |                                          |                                          |                                          |                                          |
| Gobiderma                                | Gobiderma pulchrum                       |                                          |                                          |                                          | Un Monstersaurae.                        |                                          |

### Mamífers
| Mamífers de la formació Barun Goyot | Mamífers de la formació Barun Goyot | Mamífers de la formació Barun Goyot | Mamífers de la formació Barun Goyot | Mamífers de la formació Barun Goyot | Mamífers de la formació Barun Goyot | Mamífers de la formació Barun Goyot |
| Gènere                              | Espècie                             | Localitat                           | Posició estratigràfica              | Abundància                          | Notes                               | Imatges                             |
| ----------------------------------- | ----------------------------------- | ----------------------------------- | ----------------------------------- | ----------------------------------- | ----------------------------------- | ----------------------------------- |
| Asiatherium                         | Asiatherium reshetovi               |                                     |                                     |                                     | Un marsupial.                       |                                     |
| Asioryctes                          | Asioryctes nemegetensis             |                                     |                                     |                                     | Un placentari.                      |                                     |
| Barunlestes                         | Barunlestes butleri                 |                                     |                                     |                                     | Un palcentari.                      |                                     |
| Catopsbaatar                        | Catopsbaatar catopsaloides          |                                     |                                     |                                     | Un multituberculat.                 |                                     |
| Chulsanbaatar                       | Chulsanbaatar vulgaris              |                                     |                                     |                                     | Un multituberculat.                 |                                     |
| Deltatheridium                      | Deltatheridium pretrituberculare    |                                     |                                     |                                     | Un marsupial.                       |                                     |
| Nemegtbaatar                        | Nemegtbaatar gobiensis              |                                     |                                     |                                     | Un multituberculat.                 |                                     |

### Ornitisquis
| Ornitisquis de la formació Barun Goyot | Ornitisquis de la formació Barun Goyot | Ornitisquis de la formació Barun Goyot | Ornitisquis de la formació Barun Goyot          | Ornitisquis de la formació Barun Goyot | Ornitisquis de la formació Barun Goyot | Ornitisquis de la formació Barun Goyot |
| Gènere                                 | Espècies                               | Localització                           | Material                                        | Notes                                  | Imatges                                |                                        |
| -------------------------------------- | -------------------------------------- | -------------------------------------- | ----------------------------------------------- | -------------------------------------- | -------------------------------------- | -------------------------------------- |
| Bagaceratops                           | B. rozhdestvenskyi                     | - Hermin Tsav - Khulsan                | "Cinc cranis complets, 20 cranis fragmentaris." | Un ceratopsià.                         |                                        |                                        |
| Breviceratops                          | Breviceratops kozlowskii               |                                        |                                                 |                                        | Un ceratopsià.                         |                                        |
| Lamaceratops                           | Lamaceratops tereschenkoi              |                                        |                                                 |                                        | Un ceratopsià.                         |                                        |
| Platyceratops                          | Platyceratops tatarinovi               |                                        |                                                 |                                        | Un ceratopsià.                         |                                        |
| Saichania                              | S. chulsanensis                        | - Hermin Tsav - Khulsan                | "."                                             | Un ankylosaure.                        |                                        |                                        |
| Tarchia                                | T. gigantea                            | - Khulsan                              |                                                 | Un ankylosaure.                        |                                        |                                        |
| Tylocephale                            | T. gilmorei                            | - Khulsan                              |                                                 | Un pachycephalosaure.                  |                                        |                                        |